# Homi Master
Homi Master (mort en 1949) est un des pionniers du cinéma indien, connu en tant qu'acteur puis surtout réalisateur dans le cinéma muet.

## Biographie
Homi Master débute comme acteur à l'âge de 13 ans dans la compagnie de théâtre parsi de Kursheed Baliwala dont il devient un acteur reconnu, en particulier pour son rôle dans Pakzaad Parveen,,. Il rejoint ensuite brièvement Hindustan Film Company pour laquelle il est envoyé en Europe afin de tenter d'y distribuer les films de Dadasaheb Phalke,. Homi Master est plus tard engagé comme acteur par le studio Kohinoor.   

### Carrière d'acteur
Homi Master apparaît pour la première fois à l'écran en 1921 dans Bhakta Vidur aux côtés de Dwarkadas Sampat et Maneklal Patel, les propriétaires du studio Kohinoor qui produit le film. Il interprète le rôle du méchant Duryodhan dans ce film d'inspiration mythologique qui critique ouvertement la colonisation. Le film est partiellement interdit et la police doit même intervenir au cinéma Majestic de Bombay où il est projeté, mais c'est un grand succès. Les deux années suivantes, Homi Master joue dans seulement trois films en costume réalisés par Kanjibhai Rathod et écrits par Mohanlal G. Dave, les auteurs principaux de Kohinoor.  
En 1924, le studio se démarque considérablement des genres de l'époque en produisant Kala Naag (trad. Le serpent noir), un des tout premiers films indiens tiré d'un fait divers contemporain, « L'affaire Champsi-Haridas »,. Mohanlal G. Dave s'en inspire librement pour écrire une histoire où d'affreux bandits n'hésitent pas à tuer et violer. Kanjibhai Rathod est à la réalisation assisté d'Homi Master, qui incarne également le personnage principal face à Sultana. Sa performance d'acteur dans le rôle du meurtrier, le fameux « serpent noir », est si convaincante qu'il est rapidement connu sous le nom du « serpent noir de l'écran». Le film est une réussite commerciale qui motive une suite en 1927 dans laquelle Homi Master retrouve son personnage. 
Il est enfin le détective Yakub dans Fankado Fituri (1925), un serial en deux parties écrit par Mohanlal G. Dave sur la base d'une nouvelle de P.J. Marzban et dont les vedettes sont les sœurs anglo-indiennes  Thelma et Yvonne Wallace,. La réalisation est confiée à Homi Master pour ce qui est son avant-dernier film en tant qu'acteur.  

### Carrière de réalisateur

#### Cinéma muet
Kanjibhai Rathod était le réalisateur le plus prolifique de Kohinoor lorsqu'il le quitte en 1924 pour rejoindre à Rajkot Saurashtra Film Company, le premier studio gujarati. Ses deux assistants, M.D. Bhavnani et Homi Master prennent alors sa relève. Homi Master se retrouve ainsi seul derrière la caméra pour réaliser Bismi Sadi toujours en 1924. Ce film inaugure le genre des mélodrames réformistes indiens en racontant l'histoire d'un homme qui fait fortune puis en vient à exploiter ses ouvriers au point de les mener à la révolte. Dès le début, Homi Master s'éloigne des films d'inspiration religieuse en réalisant par exemple Manorama qui est l'adaptation d'un poème autobiographique de Kalapi, un poète gujarati de l'école romantique.  
On le dit le réalisateur le plus rapide de son temps tout autant qu'un magicien du box-office. Il dirige également les plus grandes vedettes du cinéma muet indien. Khalil incarne le cruel maharaja dans Kulin Kanta (1925), Gohar accède à la célébrité grâce au succès de Lanka Ni Ladi (1925) et Sulochana confirme sa popularité dans Telephone Ni Taruni (1926). Tous ses films sont écrits par Mohanlal G. Dave qui pouvait produire pour Kohinoor presque un scénario chaque semaine.   
Homi Master cède aussi à la mode des drames orientalistes très populaires au milieu des années 1920. Il réalise ainsi Shirin Fahrad (1926) basé sur un célèbre poème persan qui évoque les amours contrariés d'un simple sculpteur joué par Khalil, pour une princesse arménienne interprétée par Gohar. Alors qu'il décrit une scène à son actrice principale, Homi Master tombe et se casse la jambe. Chandulal Shah, qui était son assistant sur le film, prend sa relève et dirige Gohar pour la première fois,. Quelques mois plus tard, Chandulal Shah et Gohar quittent Kohinoor pour fonder le studio Ranjit.  
En 1927, Homi Master réalise Bhaneli Bhamini, un film décrit comme hygiéniste qui met en garde contre le danger des maladies vénériennes. Gohar et Raja Sandow sont en tête d'affiche de ce film social qui est le dernier film muet notable d'Homi Master. Les vedettes quittent Kohinoor les unes après les autres mettant le studio en difficulté. Homi Master qui lui reste fidèle tourne de plus en plus de films en costumes tels que Gul Sanobar (1928) ou Bilwamangal (1929) mais le public n'est pas toujours rendez-vous. La très coûteuse course au parlant finit d'achever Kohinoor qui ferme définitivement ses portes en 1932.     
Homi Master réalise Roasaheb et Shahi Farman en 1931. Il s'agit de ses derniers films pour Kohinoor avant de se tourner vers d'autres studios plus modestes. Accompagné de Mohanlal G. Dave, il rejoint ainsi Bharat Pictures pour Bulbul-e-Shiraz (1931), Pratap Pictures pour Dushmane Iman (1931) puis enfin Jayant Pictures pour lequel il réalise ses sept derniers films muets.     

#### Cinéma parlant
Homi Master est engagé par le studio Imperial en 1933 où il retrouve Sulochana qu'il avait dirigée chez Kohinoor. Il débute dans le parlant avec Saubhagya Sundari, l'adaptation d'une célèbre pièce de théâtre gujarati librement inspirée d'Othello. Puis il enchaîne l'année suivante avec deux remakes de succès du temps du muet, Gul Sanobar et Khwab-e-Hasti, tous deux avec le couple vedette d'Imperial, Sulochana et D. Billimoria. Il réalise également avec des acteurs moins connus Samaj Ki Bhool, un film particulièrement violent pour l'époque qui milite pour le droit des veuves à se remarier. Ses premiers parlants sont en hindi, mais la comédie loufoque Ghar Jamai qu'il réalise en 1935 est tournée dans deux versions : hindi et gujarati. Homi Master travaille pour l'occasion pour Premier Cinetone et lui offre un grand succès grâce à ce remake de son propre film de 1925.  
La santé financière d'Imperial décline à cette époque et Homi Master réalise alternativement pour Imperial et Premier Cinetone. Il tourne de moins en moins et ses films ne marquent pas les esprits. Le couple Sulochana-D. Billimoria ne fait plus recette. En 1938, le studio Imperial ferme ses portes. Homi Master obtient un poste de management chez Jagat Pictures pour qui il réalise Chhote Sarkar avec Leela Chitnis. Le film est boudé par le public.  
Il s'éloigne de la direction d'acteurs pendant la guerre puis participe à la tentative de come-back de Sulochana en 1946; mais c'est un nouvel échec. Il se tourne alors vers le cinéma gujarati pour lequel il réalise encore cinq films. 
À l'occasion de son dernier film en 1949, Shethno Salo, Homi Master assiste Kanjibhai Rathod à qui il avait succédé chez Kohinoor 25 ans auparavant. Il meurt cette même année.  

## Filmographie

### Comme acteur
- 1921 : Bhakta Vidur de Kanjibhai Rathod[note 7]
- 1922 : Ajamil de Kanjibhai Rathod
- 1923 : Vratasur Vadha / Indra the Victorious / Indra Vijay de Kanjibhai Rathod
- 1924 : Gul-e-Bakavali de Kanjibhai Rathod[note 8]
- 1924 : Kala Naag / Triumph of Justice / Kaliyug Ki Sati de Kanjibhai Rathod
- 1925 : Fankado Fituri / Handsome Blackguard de Homi Master
- 1927 : Kala Pani No Quaidi / Return of Kala Naag de Homi Master

### Comme réalisateur

#### Films muets
- 1924 : Kanya Vikrya / Navi Shethani
- 1924 : Manorama / Hridaya Triputi
- 1924 : Ra Mandlik
- 1924 : Sati Sona / Halaman Jethvo
- 1924 : Vee Ahir
- 1924 : Bismi Sadi / Twentieth Century / Vismi Sadi
- 1925 : Fankado Fituri / Handsome Blackguard
- 1925 : Ghar Jamai / Henpecked Husband
- 1925 : Hirji Kamdar
- 1925 : Kulin Kanta
- 1925 : Kunj Vihari
- 1925 : Lanka Ni Ladi / Fairy of Ceylon
- 1925 : Mari Dhaniyani / My Wife
- 1925 : Rajnagar Ni Rambha
- 1925 : Sansar Swapna / Dream of Life
- 1926 : Briefless Barrister
- 1926 : Delhi No Thug / Thief of Delhi
- 1926 : Lakho Vanjaro
- 1926 : Mumtaz Mahal
- 1926 : Sati Jasma / Jasma Odan
- 1926 : Shirin Farhad / At the Altar of Love
- 1926 : Telephone Ni Taruni / Telephone Girl
- 1927 : Bhaneli Bhamini / Educated Wife
- 1927 : Kala Pani No Quaidi / Return of Kala Naag
- 1927 : Christian Kumari / The Mission Girl
- 1927 : Rangmahel Ni Ramini / Fairy of Delhi
- 1927 : Surat No Sahukar / Why Sons Go Astray
- 1928 : Gul Sanobar
- 1928 : Lekh Par Mekh / Destiny Defied
- 1928 : Rajani Bala
- 1928 : Sarojini / Ghor Pratinga
- 1928 : Veerangana
- 1929 : Bilwamangal / Surdas / Bhakta Surdas
- 1929 : Lanka Ni Laxmi
- 1929 : Lutaru Lalna / Dacoit's Damsel
- 1929 : Punkab Kesari
- 1929 : Punya Prabhav[note 9]
- 1929 : Sinhaka Bacha Sinha / Roaring Lion
- 1930 : Masta Fakir / Fall of Vijaynagar
- 1930 : Patan Ni Panihari / Damsel of Patan
- 1930 : Ranchandi / Goddess of War
- 1930 : Shurveer Sharada / Gallant Girl
- 1931 : Bulbul-e-Shiraz
- 1931 : Dushmane Iman
- 1931 : Raosaheb / Battalion of the Blunder
- 1931 : Shahi Farman / Proclamation
- 1932 : Hind Kesari
- 1932 : Jay Bajarang
- 1932 : Mahiari / Divine Lovers
- 1932 : Prabhu Na Chor / Four Devils
- 1932 : Ranadevta / God of War
- 1933 : Jagat Mohini
- 1933 : Misarnun Moti / Pearl of Egypt

#### Films parlants
- 1932 : Hoor-e-Misar[note 10]
- 1933 : Saubhagya Sundari
- 1934 : Gul Sanobar
- 1934 : Khwab-e-Hasti
- 1934 : Samaj Ki Bhool
- 1935 : Do Ghadi Ki Mauj
- 1935 : Ghar Jamai
- 1935 : Naya Zamana
- 1936 : Akkal Na Bardan
- 1936 : Zaat-e-Sharif
- 1937 : Jagat Kesari
- 1937 : New Searchlight
- 1937 : Punjab Lancers
- 1938 : Chhote Sarkar
- 1939 : Fankdo Fituri
- 1940 : Neelamalai Kaidhi
- 1946 : Chamakti Bijli
- 1948 : Bhaneli Vahu
- 1948 : Gharwali
- 1948 : Jai Ranchhod
- 1948 : Lagan Na Umedvar
- 1949 : Shethno Salo